# Olivia Holt
Olivia Hastings Holt (Germantown, 5 agosto 1997) è un'attrice, cantante e modella statunitense conosciuta per il ruolo di Kim Crawford nella serie di Disney XD Kickin' It - A colpi di karate e di Tandy Bowen nel Marvel Cinematic Universe.

## Biografia
Olivia Holt è nata il 5 agosto 1997 a Germantown, in Tennessee, da Mark e Kim Holt. Ha una sorella maggiore, Morgan, un fratello minore, Cade e due Yorkshire terrier Scout e Diesel. All'età di 3 anni, si trasferisce con la famiglia a Nesbit, in Mississippi, dove frequenta corsi di ginnastica e fa parte della squadra di cheerleader.
Risiede a Los Angeles con la sua famiglia, si è diplomata l'11 giugno 2015, presso l'Oak Park High School.

### Televisione
Olivia Holt inizia la sua carriera d'attrice in piccoli produzioni teatrali locali a Nesbit. È apparsa anche in alcuni spot pubblicitari come Bratz, Hasbro, Kidz pop 14.
Nel 2011 partecipa alle audizione per la serie Disney XD Kickin' It - A colpi di karate, grazie alle sue abilità di ginnasta entrò subito nel cast, nel 2012 partecipa al film Disney per la televisione Girl vs. Monster dove interpreta Skylar Lewis, una cacciatrice di mostri.
Nel 2013 viene scelta per interpretare il ruolo di Lindy Watson nella serie Disney Channel Non sono stato io (cantandone anche la sigla), abbandonando la serie di Kickin'it alla quarta stagione, facendo ancora qualche apparizione come guest star.
La Holt è presente come guest star anche in alcuni episodi della serie Le cronache di Evermoor.
Il 30 gennaio 2017 viene annunciato che l'attrice è entrata nel cast della serie televisiva del Marvel Cinematic Universe Marvel's Cloak and Dagger prodotta da Marvel in collaborazione con Freeform per il 2018, nel ruolo della protagonista Tandy Bowen. Dopo la cancellazione della serie TV, dopo solo due stagioni, Olivia riprende il suo ruolo insieme alla co-star Aubrey Joseph, in alcuni episodi della serie TV Runaways, inoltre presta la voce al suo personaggio nello show animato Spider-Man.

### Cinema
Il 7 novembre, Olivia annuncia la sua partecipazione al film Same Kind of Different as Me (tratto dal omonimo libro), nel ruolo di Regan. Il film è prodotto dalla Paramount Pictures ed è atteso nelle sale per il 20 ottobre 2017..
Il 30 settembre 2015, Olivia annuncia di essere entrata nel cast del film The Standoff, un film per ragazzi, nel ruolo di Amy., Olivia avrà un ruolo principale nella commedia Class Rank, nel ruolo di Veronica Krauss, le cui riprese inizieranno a dicembre..
A maggio 2016 Olivia annuncia che sarà presente nel film Status Update al fianco di Courtney Eaton e Ross Lynch.

### Musica
In occasione di Girl vs. Monster Olivia ha inciso tre brani musicali presenti in Make Your Mark: Ultimate Playlist. Olivia ha anche cantato una sua versione di Winter Wonderland per Disney Channel Holiday Playlist 2012. Olivia ha anche vinto il Radio Disney Music Awards nella categoria Best Crush Song con "Had me @ Hello" nel 2013.
Nel 2014 ha registrato una nuova canzone Carry On per Disneynature Bears e ha partecipato alla cover della canzone "Do You Want To Build A Snowman?" (Frozen) insieme ad altre star disney, nel gruppo Disney Channel Circle of Stars. Sempre nel 2014 Olivia ha vinto l'Industry Music Award nella categoria Role model of The Year.
Il 7 ottobre 2014 Olivia ha annunciato la firma di un contratto discografico con la Hollywood Records. Il 12 Maggio 2016 è stato rilasciato il suo primo singolo "Phoenix", a cui sono seguiti una versione acustica il 2 giugno e il video ufficiale il 23 giugno 2016. Il suo EP di debutto è disponibile su tutte le piattaforme digitali dal 15 luglio 2016.. Olivia ha preso parte ad alcune date del tour di Ryland Lynch nell'estate 2016..
A partire dal 2017, Holt ha inciso e pubblicato vari singoli via Hollywood Records, rilasciando spesso anche versioni alternative di tali brani in collaborazione con DJ, produttori o altri cantanti. Nel 2018 collabora con Jordan Fisher nel brano You've Got A Friend In Me, dalla colonna sonora di Toy Story 4.

### Teatro
Il 21 ottobre 2014 viene scelta per interpretare il ruolo di Aurora, in un adattamento teatrale de La bella addormentata nel bosco, rappresentato nei teatri americani a partire da dicembre 2014..
Olivia ha preso parte anche al Disney Channel FanFest Star Tour in Australia, nelle città di Sydney e Melbourne insieme a Spencer Boldman nel mese di maggio 2014.

### Testimonial
Il 16 settembre 2014 è diventata la nuova testimonial della WallFlower Jeans.
Il 2 marzo 2016 Olivia annuncia di essere diventata la nuova testimonial di Neutrogena.
Olivia è anche ambasciatrice per il St. Jude Children Hospital, un centro di ricerca e cura per bambini, a cui fa spesso visita.

## Filmografia

### Attrice

#### Cinema
- Black & Blue, regia di Jill Maxcy (2009)
- Class Rank, regia di Eric Stoltz (2016)
- The Standoff, regia di Ilyssa Goodman (2016)
- Same Kind of Different as Me, regia di Michael Carney (2017)
- Status Update, regia di Scott Speer (2017)
- Totally Killer, regia di Nahnatchka Khan (2023)

#### Televisione
- KARtv – serie TV, episodi 1x01-1x06-1x09 (2011-2012)
- Kickin' It - A colpi di karate (Kickin' It) – serie TV, 68 episodi (2011-2015)
- Girl vs. Monster, regia di Stuart Gillard – film TV (2012)
- A tutto ritmo (Shake It Up!) – serie TV, episodio 3x22 (2013)
- Non sono stato io (I Didn't Do It) – serie TV, 39 episodi (2014-2015)
- Dog with a Blog – serie TV, episodio 3x13 (2015)
- Le cronache di Evermoor – serie TV, episodio 1x17 (2016)
- Cloak & Dagger – serie TV, 20 episodi (2018-2019)
- Turkey Drop – film TV (2019)
- Runaways – serie TV, 2 episodi (2019)
- Cruel Summer – serie TV, 10 episodi (2021)

### Doppiatrice
- Trilli e la creatura leggendaria (Tinker Bell and the Legend of the NeverBeast), regia di Steve Loter (2015)
- Ultimate Spider-Man - serie TV, episodi 3x09-3x12 (2015)
- Penn Zero: Eroe Part-Time - serie TV, 3 episodi (2015)
- Mamma, ho scoperto gli gnomi! (Gnome Alone), regia di Peter Lepeniotis (2017)
- Spider-Man - serie TV, 4 episodi (2019)
- Tappo - Cucciolo in un mare di guai (Trouble), regia di Kevin Johnson (2020)

## Teatro
- La bella addormentata nel bosco (Sleeping Beauty and Her Winter Knight) (2014)

## Discografia

### EP
- 2016 - Olivia
- 2021 - In My Feelings
- 2021 - Dance Like No One's Watching

### Raccolte
- 2021 – Remix Like You Mean It

### Singoli
- 2012 - Winter Wonderland
- 2012 - Fearless
- 2012 - Nothing's Gonna Stop Me Now
- 2012- Had Me @ Hello
- 2013 - Snowflakes
- 2013 -These Boots Are Made for Walkin
- 2014 - Carry On
- 2014 - Time of Our Lives
- 2016 - Phoenix
- 2016 - Phoenix (Remixes)
- 2017 - Sad Song (RJ Remix) (feat. We the Kings)
- 2017 - Paradise
- 2017 - Generous (Martin Jensen Remix)
- 2017 - Party on a Weekday (con Mybadd)
- 2017 - Christmas (Baby Please Come Home)
- 2018 - You've Got A Friend in Me (feat. Jordan Fisher)
- 2018 - 16 Steps (feat. Martin Jensen)
- 2018 - Wrong Move (feat. R3HAB, THRDL!FE)
- 2018 - Come Sail Away
- 2019 - Distance (feat. Nicky Romero)
- 2019 - Speaker (feat. Banx & Ranx, ZieZie)
- 2019 - Bad Girlfriend
- 2020 - Love u Again (feat. R3HAB)
- 2020 - Talk Me Out of It
- 2021 - Do You Miss Me
- 2021 - Love On You
- 2021 - Today
- 2021 - Next
- 2023 – A song to make out to (con Stevie Matthew)

## Videografia
- 2014 - Carry On
- 2014 - Do You Want To Build A Snowman?
- 2016 - Phoenix
- 2016 - History
- 2017 - Paradise
- 2017 - Generous
- 2018 - Wrong Move
- 2018 - 16 Steps
- 2018 - 16 Steps (con Yxng Bane)
- 2019 - Distance
- 2019 - Bad Girlfriend
- 2020 - Love u Again
- 2021 - Do You Miss Me
- 2021 - Next

## Riconoscimenti
- Teen Choice Awards
  - 2018 – Miglior star in una serie TV dell'estate per Cloak & Dagger
  - 2018 – Candidatura come donna più sexy
  - 2019 – Candidatura come miglior attrice in una serie TV fantasy/sci-fi per Cloak & Dagger
- Radio Disney Music Awards
  - 2013 – Best Crush Song per Had Me @ Hello
- Industry Dance Award
  - 2014 – Rolemodel of The Year
  - Shorty Awards
  - 2013 – Candidatura come miglior attrice per Kickin' It – A colpi di karate
- Hollywood Critics Association TV Awards
  - 2021 – Candidatura come miglior attrice in una serie via cavo o canale broadcast per Cruel Summer

## Doppiatrici italiane
Nelle versioni in italiano dei suoi film, Olivia Holt è stata doppiata da:
- Tiziana Martello in Kickin' It - A colpi di karate, Girl vs. Monster, Non sono stato io
- Margherita De Risi in Cloak & Dagger, Runaways
- Rossa Caputo in Cruel Summer, Heart Eyes - Appuntamento con la morte
- Mattea Serpelloni in Dog With A Blog
- Agnese Marteddu in Totally Killer

Da doppiatrice è sostituita da:
- Irene Trotta in Trilli e la creatura leggendaria
- Mattea Serpelloni in Ultimate Spider-Man
- Enrica Fieno in Penn Zero: Eroe Part-Time
- Ludovica Bebi in Mamma, ho scoperto gli gnomi
- Margherita De Risi in Spider-Man
- Roberta De Roberto in Tappo - Cucciolo in un mare di guai